# 장영국
장영국(1987년 5월 30일 ~ )은 대한민국의 뮤지컬 배우다. 2014년 페이지 싱글 앨범 [나의 겨울 이야기] 피처링으로 데뷔했다.

## 방송
- 미스터트롯3 (2024) - Top101

## 공연
- 더 맨 얼라이브 : 초이스 (2024)